# NGC 5398
NGC 5398 је спирална галаксија у сазвежђу Кентаур која се налази на NGC листи објеката дубоког неба.
Деклинација објекта је - 33° 3' 47" а ректасцензија 14h 1m 21,7s. Привидна величина (магнитуда) објекта NGC 5398 износи 12,6 а фотографска магнитуда 13,2. Налази се на удаљености од 10,759 милиона парсека од Сунца. NGC 5398 је још познат и под ознакама ESO 384-32, MCG -5-33-37, UGCA 379, AM 1358-324, IRAS 13584-3249, PGC 49923.